# Olympische Sommerspiele 1980/Leichtathletik – Hochsprung (Frauen)

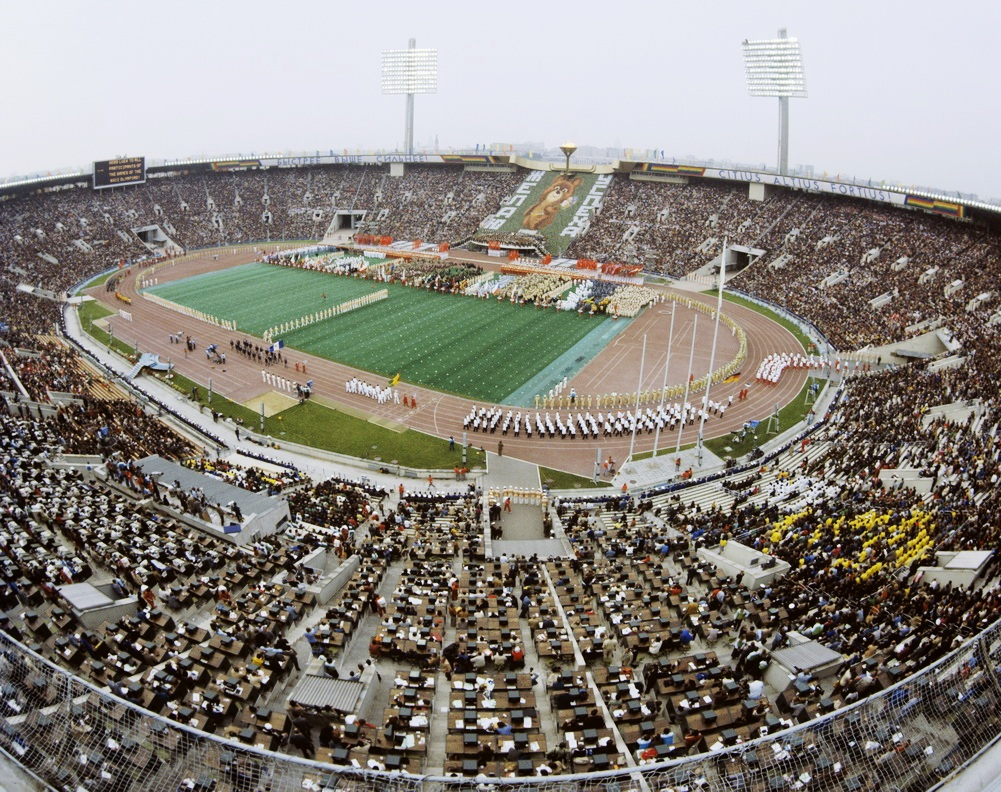
Das Luschniki-Stadion während der Eröffnungsfeier dieser Spiele

Der Hochsprung der Frauen bei den Olympischen Spielen 1980 in Moskau wurde am 25. und 26. Juli 1980 im Olympiastadion Luschniki ausgetragen. Zwanzig Athletinnen nahmen teil.
Olympiasiegerin wurde die Italienerin Sara Simeoni. Sie gewann vor der Polin Urszula Kielan und Jutta Kirst, frühere Jutta Krautwurst, aus der DDR.
Neben der Medaillengewinnerin Kirst gingen für die DDR zudem Rosemarie Ackermann, frühere Rosemarie Witschas, und Andrea Reichstein, spätere Andrea Bienias, an den Start. Beide erreichten das Finale. Ackermann wurde Vierte, Reichstein Sechste.
Springerinnen aus der Schweiz, Österreich und Liechtenstein nahmen nicht teil. Athletinnen aus der Bundesrepublik Deutschland waren wegen des Olympiaboykotts ebenfalls nicht dabei.

## Rekorde

### Bestehende Rekorde
| Weltrekord         | 2,01 m | Sara Simeoni ( Italien)    | Brescia, Italien           | 4. August 1978 |
| Olympischer Rekord | 1,93 m | Rosemarie Ackermann ( DDR) | Finale OS Montreal, Kanada | 28. Juli 1976  |

### Rekordverbesserungen
Der bestehende olympische Rekord wurde viermal verbessert:
- 1,94 m – Sara Simeoni (Italien), Finale am 26. Juli, erster Versuch
- 1,94 m – Urszula Kielan (Polen), Finale am 26. Juli, erster Versuch
- 1,94 m – Jutta Kirst (DDR), Finale am 26. Juli, zweiter Versuch
- 1,97 m – Sara Simeoni (Italien), Finale am 26. Juli, zweiter Versuch

## Durchführung des Wettbewerbs
Die Springerinnen traten am 25. Juli in zwei Gruppen zu einer Qualifikationsrunde an. Zwölf von ihnen – hellblau unterlegt – meisterten die direkte Finalqualifikationshöhe von 1,88 m. Damit war die Mindestanzahl von zwölf Finalteilnehmerinnen erreicht. Diese Wettbewerberinnen bestritten das Finale am 26. Juli.

## Zeitplan
25. Juli, 10:40 Uhr: Qualifikation

26. Juli, 18:00 Uhr: Finale
Anmerkung:
Alle Zeiten sind in Ortszeit Moskau (UTC+3) angegeben.

## Legende
Kurze Übersicht zur Bedeutung der Symbolik – so üblicherweise auch in sonstigen Veröffentlichungen verwendet:
| – | verzichtet   |
| o | übersprungen |
| x | ungültig     |

## Qualifikation
Datum: 25. Juli 1980, ab 10:40 Uhr

### Gruppe A
| Platz | Name                | Nation         | 1,70 m | 1,75 m | 1,80 m | 1,85 m | 1,88 m | Höhe   |
| ----- | ------------------- | -------------- | ------ | ------ | ------ | ------ | ------ | ------ |
| 1     | Rosemarie Ackermann | DDR            | –      | o      | o      | o      | o      | 1,88 m |
| 1     | Urszula Kielan      | Polen          | –      | o      | o      | o      | o      | 1,88 m |
| 1     | Andrea Mátay        | Ungarn         | –      | o      | o      | o      | o      | 1,88 m |
| 1     | Marina Syssojewa    | Sowjetunion    | –      | o      | o      | o      | o      | 1,88 m |
| 5     | Louise Miller       | Großbritannien | –      | o      | o      | xo     | o      | 1,88 m |
| 6     | Tamara Bykowa       | Sowjetunion    | –      | o      | o      | o      | xo     | 1,88 m |
| 6     | Jutta Kirst         | DDR            | –      | o      | o      | o      | xo     | 1,88 m |
| 6     | Sara Simeoni        | Italien        | –      | o      | o      | o      | xo     | 1,88 m |
| 9     | Andrea Reichstein   | DDR            | –      | o      | o      | o      | xxo    | 1,88 m |
| 10    | Elżbieta Krawczuk   | Polen          | –      | o      | o      | o      | xxx    | 1,85 m |

### Gruppe B
| Platz | Name               | Nation      | 1,70 m | 1,75 m | 1,80 m | 1,85 m | 1,88 m | Höhe   |
| ----- | ------------------ | ----------- | ------ | ------ | ------ | ------ | ------ | ------ |
| 1     | Christine Stanton  | Australien  | o      | o      | o      | o      | o      | 1,88 m |
| 2     | Christine Soetewey | Belgien     | –      | o      | xo     | o      | o      | 1,88 m |
| 3     | Cornelia Popa      | Rumänien    | –      | xo     | o      | xo     | xo     | 1,88 m |
| 4     | Danuta Bułkowska   | Polen       | o      | o      | o      | o      | xxx    | 1,85 m |
| 5     | Susanne Lorentzon  | Schweden    | o      | o      | o      | xo     | xxx    | 1,85 m |
| 6     | Jordanka Blagoewa  | Bulgarien   | –      | o      | o      | xxx    |        | 1,80 m |
| 6     | Marina Serkowa     | Sowjetunion | –      | o      | o      | xxx    |        | 1,80 m |
| 8     | Ann-Ewa Karlsson   | Schweden    | o      | xo     | o      | xxx    |        | 1,80 m |
| 9     | Lidija Benedetič   | Jugoslawien | –      | o      | xo     | xxx    |        | 1,80 m |
| NM    | Dia Toutounji      | Syrien      | xxx    |        |        |        |        | ogV    |

## Finale
Datum: 26. Juli 1980, 18:00 Uhr
| Platz | Name                | Nation         | 1,75 m | 1,80 m | 1,85 m | 1,88 m | 1,91 m | 1,94 m | 1,97 m | 2,02 m | Endresultat | Anmerkung |
| ----- | ------------------- | -------------- | ------ | ------ | ------ | ------ | ------ | ------ | ------ | ------ | ----------- | --------- |
| 1     | Sara Simeoni        | Italien        | –      | o      | o      | –      | o      | o OR   | xo OR  | xxx    | 1,97 m      | OR        |
| 2     | Urszula Kielan      | Polen          | –      | o      | –      | o      | o      | o OR   | xxx    |        | 1,94 m      |           |
| 3     | Jutta Kirst         | DDR            | o      | o      | xo     | o      | xxo    | xo OR  | xxx    |        | 1,94 m      |           |
| 4     | Rosemarie Ackermann | DDR            | o      | o      | o      | o      | o      | xxx    |        |        | 1,91 m      |           |
| 5     | Marina Syssojewa    | Sowjetunion    | –      | o      | o      | o      | xo     | xxx    |        |        | 1,91 m      |           |
| 6     | Andrea Reichstein   | DDR            | o      | o      | o      | o      | xo     | xxx    |        |        | 1,91 m      |           |
| 6     | Christine Stanton   | Australien     | o      | o      | o      | o      | xo     | xxx    |        |        | 1,91 m      |           |
| 8     | Cornelia Popa       | Rumänien       | –      | o      | o      | o      | xxx    |        |        |        | 1,88 m      |           |
| 9     | Tamara Bykowa       | Sowjetunion    | –      | o      | o      | xo     | xxx    |        |        |        | 1,88 m      |           |
| 10    | Andrea Mátay        | Ungarn         | –      | –      | o      | xxx    |        |        |        |        | 1,85 m      |           |
| 11    | Louise Miller       | Großbritannien | xo     | o      | o      | xxx    |        |        |        |        | 1,85 m      |           |
| 12    | Christine Soetewey  | Belgien        | o      | o      | xxx    |        |        |        |        |        | 1,80 m      |           |

Es wurde ein Duell zwischen der Olympiasiegerin Rosemarie Ackermann aus der DDR und der italienischen Weltrekordlerin Sara Simeoni erwartet, die in jedem Falle auch ohne einen Olympiaboykott die Topfavoritinnen waren. Als weitere Medaillenkandidatin kam in erster Linie Ackermanns Teamkollegin Jutta Kirst, frühere Jutta Krautwurst, in Frage, die bei den letzten Europameisterschaften 1978 Vierte geworden war. Die Dritte dieser EM Brigitte Holzapfel aus der Bundesrepublik Deutschland wäre hier sicher auch eine Kandidatin für eine vordere Platzierung hinter Ackermann und Simeoni gewesen, musste jedoch wegen des Boykotts passen.
Im Finale blieben sieben Athletinnen nach übersprungenen 1,91 m im Rennen. Vier von ihnen, darunter überraschend auch Ackermann, scheiterten an der Höhe von 1,94 m. Um die Medaillen kämpften nun Simeoni, die Polin Urszula Kielan und Kirst. Die Höhe von 1,94 m übersprangen Simeoni und Kielan im jeweils ersten Durchgang, Kirst benötigte zwei Versuche. Die anschließenden 1,97 m waren für Kielan und Kirst zu hoch, Simeoni dagegen nahm diese olympische Rekordhöhe mit ihrem zweiten Versuch. Damit waren die Medaillen verteilt. Urszula Kielan gewann Silber, Jutta Kirst auf Grund der höheren Anzahl von Fehlversuchen Bronze. Olympiasiegerin Sara Simeoni ließ die neue Weltrekordhöhe von 2,02 m auflegen, riss die Latte jedoch drei Mal.
Sara Simeoni war die erste italienische Olympiasiegerin im Hochsprung.

Urszula Kielan gewann die erste Medaille für Polen in dieser Disziplin.

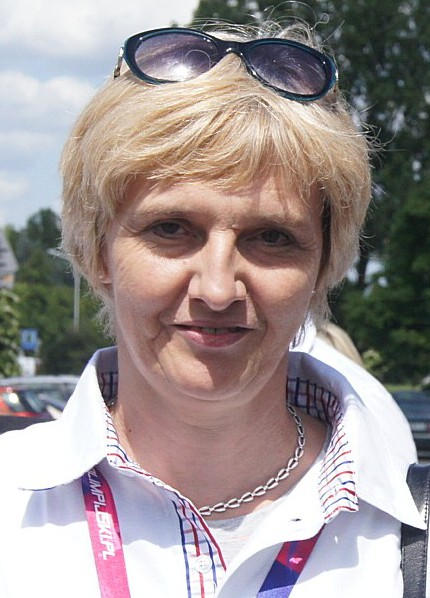
Silbermedaillengewinnerin Ursula Kielan (hier im Jahr 2012)
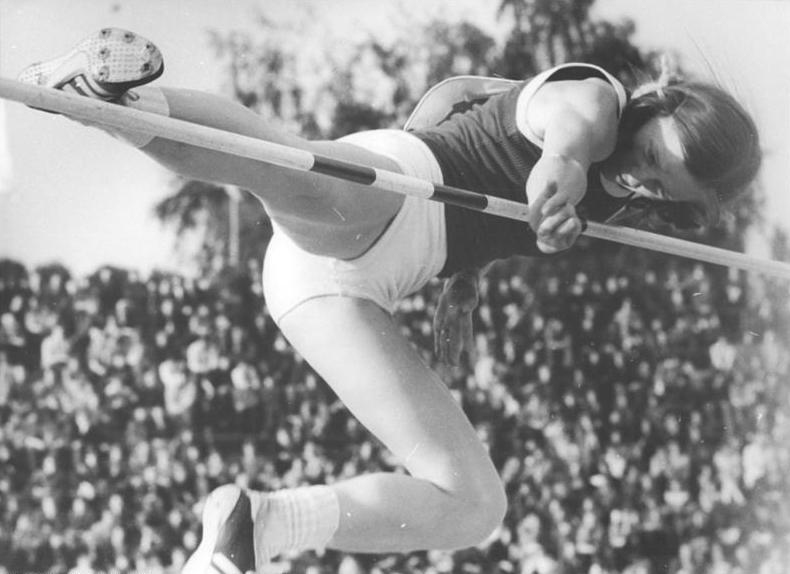
Die Olympiasiegerin von 1976 Rosemarie Ackermann blieb als Vierte hier überraschend ohne Medaille
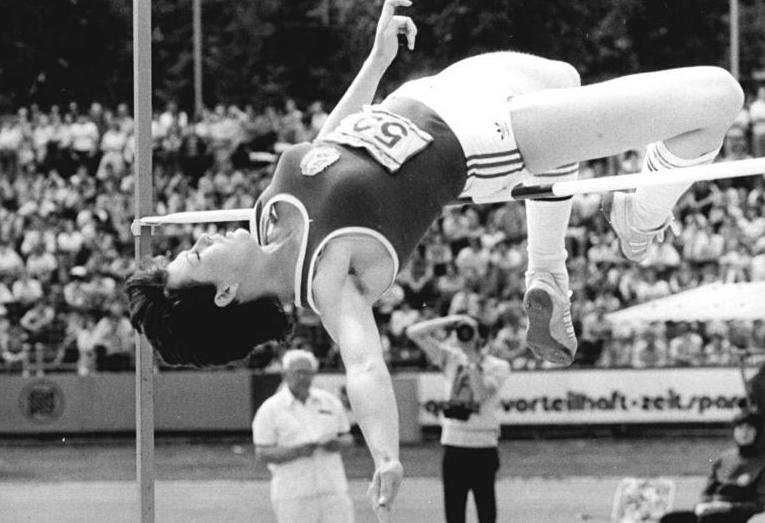
Andrea Reichstein kam auf den sechsten Platz

## Videolinks
- 1980 Olympics Christine Stanton High Jump, youtube.com, abgerufen am 3. November 2021
- 1980 Moscow Olympic Games Athletics, Bereich 17:05 min – 17:17 min, youtube.com, abgerufen am 3. Januar 2018